# قدرت در حال ظهور

دیاگرام اویلر برخی از ائتلاف‌های بین‌المللی مانند کشور های پایه یا BASIC، بریکس، جی-۵ و انجمن گفتگوی IBSA که مخفف اول حرف کشور های هند، برزیل و آفریقای جنوبی) است و چند قدرت نوظهور (China، India، Russia و South Africa) + Mexico

قدرت در حال ظهور یا قدرت نوظهور (انگلیسی: Emerging power) کشور یا اتحادیه‌ای از کشورها است که با افزایش قابل توجهی نفوذ در امور جهانی را تجربه می‌کند. چنین قدرتی خواهان کسب موقعیت یا نقش قدرتمندتری در روابط بین‌المللی، چه در منطقه و چه در سطح جهانی داشته باشد و دارای منابع و سطح توسعهٔ کافی در زمینه‌های لازم که چنین هدف‌هایی را بالقوه قابل دستیابی می‌کند، باشد.

## ویژگی‌ها
مفهوم‌سازی‌های چندی از اصطلاح «قدرت نوظهور» وجود دارد؛ بنابراین، هیچ روش استاندارد یا روش توافق شده‌ای برای تصمیم‌گیری در مورد اینکه کدام کشورها قدرت‌های نوظهور هستند، وجود ندارد. با این حال ویژگی اساسی یک قدرت در حال ظهور این است که این قدرت یک بازار نوظهور نیز هست زیرا توسعهٔ اقتصادی یک ضرورت و مقدمه‌ای برای ظهور سیاسی و نظامی است. استدلالی که در این باره صورت گرفته این است که کشوری که می‌تواند یک قدرت نوظهور باشد، بیش از هر چیز اقتصاد نوظهوری است که فقط پتانسیل یا امید افزایش نفوذ جهانی خود را دارد. این به دلیل وجود چندین عامل محدود کننده است که عمدتاً هفت بعد قدرت دولت را تشکیل می‌دهند: جغرافیا، جمعیت، اقتصاد، منابع، ارتش، دیپلماسی و هویت ملی. به‌طور سنتی، فقط قدرت‌های بزرگ یا ابرقدرت‌ها در هر هفت بُعد قدرت دولتی موفق بوده‌اند.
از کشورهای بریکس اغلب به عنوان قدرت‌های در حال ظهور یاد می‌شود اما آنها در مراحل مختلف توسعه و درجات مختلف پتانسیل قرار دارند به عنوان مثال، روسیه که زمانی یک ابرقدرت بود، اکنون پس از سقوط اتحاد جماهیر شوروی سوسیالیستی، در برخی از جنبه‌های قدرت، در حال ظهور دوباره است. چین و هند به عنوان ابرقدرت‌های بالقوه ظاهر می‌شوند، در حالی که ظهور برزیل به عنوان یک قدرت بزرگ احتمالی است.

## فهرست قدرت‌های در حال ظهور
اصطلاح قدرت در حال ظهور غالباً برای اشاره به کشورهای زیر استفاده می‌شود:
- چین[۳][۴][۵][۶]
- اتحادیه اروپا (ابراتحادیهٔ ملی)[۲][۵][۷]
- هند[۳][۴][۵][۶]
- مکزیک[۸][۴][۵][۶]
- روسیه[۳][۴][۶]

هرچند در مورد تعریف دقیق توافقی در مورد آنچه که یک قدرت نوظهور را تشکیل می‌دهد وجود ندارد اما این اصطلاح گاهی برای کشورهای زیر نیز به کار رفته‌است:
- آرژانتین[۵][۹]
- استرالیا[۹]
- کلمبیا[۱۰][۱۱][۱۲]
- مصر[۱۳][۱۴][۱۵][۱۶]
- اندونزی[۴][۱۷]
- ایران[۱۸]
- نیجریه[۱۹][۲۰][۲۱][۲۲]
- لهستان[۵]
- عربستان سعودی[۹]
- آفریقای جنوبی[۳][۴][۵][۶][۹]
- ترکیه[۴][۲۳]